# Alberto Rossi (attore)
Alberto Rossi (Livorno, 17 maggio 1966) è un attore italiano.

## Biografia
Si è diplomato all'Accademia nazionale d'arte drammatica nel 1990. Dopo nemmeno due settimane è arrivato il suo debutto televisivo ne I ragazzi del muretto. Ha calcato i più importanti palcoscenici italiani con Il ritorno dei casanova, al fianco di Giorgio Albertazzi. Il cinema lo ha visto diretto da Maurizio Ponzi in Italiani, da George Miller in L'olio di Lorenzo e da Pupi Avati ne I cavalieri che fecero l'impresa.
Molteplici le sue interpretazioni dai fotoromanzi al grande e piccolo schermo, prima di approdare alla soap opera Un posto al sole, che gli ha dato la possibilità professionale di immedesimarsi nei numerosi aspetti del personaggio di Michele Saviani che interpreta sin dalla prima puntata. Nel maggio 2006 ha anche diretto alcune puntate della soap.
Nel 2006 ha partecipato a Notti sul ghiaccio, show condotto da Milly Carlucci sulla scia di Ballando con le stelle.

### Vita privata
Ha una figlia, nata nel 2012.

## Filmografia

### Cinema
- L'olio di Lorenzo, regia di George Miller (1992)
- Ritorno a Parigi, regia di Maurizio Rasio (1994)
- Consegna a domicilio, regia dei Manetti Bros., episodio del film De Generazione (1994)
- Classe mista 3ª A, regia di Federico Moccia (1994)
- La donna misteriosa, regia di Faliero Rosati (1995)
- Dentro il cuore, regia di Memè Perlini (1996)
- Italiani, regia di Maurizio Ponzi (1996)
- I cavalieri che fecero l'impresa, regia di Pupi Avati (2001)
- Il signor Diavolo, regia di Pupi Avati (2019)
- L'estate più calda, regia di Matteo Pilati (2023) - su Prime Video

### Televisione
- Michelangelo, regia di Jerry London (1991)
- I ragazzi del muretto, registi vari (1991)
- Ti ho adottato per simpatia, regia di Paolo Fondato (1991)
- I ragazzi del muretto 2, regia di Ruggero Deodato e Lodovico Gasparini (1993)
- Un posto al sole, registi vari - soap opera (1996)
- Giornalisti, regia di Donatella Maiorca e Giulio Manfredonia (2000)
- Turbo, regia di Antonio Bonifacio (2000)
- Don Matteo 4 - Episodio: Campagna elettorale, regia di Andrea Barzini  (2004)
- Padre Speranza, regia di Ruggero Deodato (2005)
- Un posto al sole d'estate, soap opera (2007)
- Fidati di me, regia di Gianni Lepre (2008)
- R.I.S. Roma 3 - Delitti imperfetti, regia di Francesco Miccichè (2012)
- Che Dio ci aiuti 7 – serie TV, episodio 7x15 (2023)

### Cortometraggi
- Helicopter Club, progetto "Noi giriamo un film", supervisione di Ruggero Miti